# Рикатијева једначина
Рикатијева једначина је диференцијална једначина облика:
{\displaystyle y'=P(x)+Q(x)y+R(x)y^{2}},
где су {\displaystyle P(x)\neq 0} и {\displaystyle R(x)\neq 0}. У случају {\displaystyle P(x)=0} једнака је Бернулијевој једначини. Добила је име по италијанском математичару Јакопу Рикатију.

## Редукција на линеарну једначину другога реда
Нелинеарна Рикатијева једначина:
{\displaystyle y'=q_{0}(x)+q_{1}(x)y+q_{2}(x)y^{2}\!}
може да се редукује на линеарну диференцијалну једначину другога реда, па се онда решавањем те једначине може да се реши и Рикатијева једначина.  У случају да {\displaystyle q_{2}} није једнак нули тада се супституцијом {\displaystyle v=yq_{2}} од Рикатијеве једначине добија:
{\displaystyle v'=(yq_{2})'=y'q_{2}+yq_{2}'=(q_{0}+q_{1}y+q_{2}y^{2})q_{2}+v{\frac {q_{2}'}{q_{2}}}=q_{0}q_{2}+\left(q_{1}+{\frac {q_{2}'}{q_{2}}}\right)v+v^{2}.\!}.
Ако ту означимо {\displaystyle S=q_{2}q_{0}} и {\displaystyle R=q_{1}+\left({\frac {q_{2}'}{q_{2}}}\right)}
онда Рикатијева једначина постаје облика:
{\displaystyle v'=v^{2}+R(x)v+S(x).\!}
Уведемо ли супституцију {\displaystyle v=-u'/u} онда следи:
{\displaystyle v'=-(u'/u)'=-(u''/u)+(u'/u)^{2}=-(u''/u)+v^{2}\!} и одатле:
{\displaystyle u''/u=v^{2}-v'=-S-Rv=-S+Ru'/u\!}
односно добија се диференцијална једначина за {\displaystyle u}:
{\displaystyle u''-R(x)u'+S(x)u=0\!}

## Решавање интеграцијом
Знамо ли једно од парцијалних решења {\displaystyle y_{1}} Рикатијеве једначине тада се опште решење може представити као:
{\displaystyle y=y_{1}+u}
Супституцијом тога решења у Рикатијевој једначини добијамо:
{\displaystyle y_{1}'+u'=q_{0}+q_{1}\cdot (y_{1}+u)+q_{2}\cdot (y_{1}+u)^{2},}
и онда:
{\displaystyle y_{1}'=q_{0}+q_{1}\,y_{1}+q_{2}\,y_{1}^{2}}
{\displaystyle u'=q_{1}\,u+2\,q_{2}\,y_{1}\,u+q_{2}\,u^{2}}
тј. добија се Бернулијева диференцијална једначина:
{\displaystyle u'-(q_{1}+2\,q_{2}\,y_{1})\,u=q_{2}\,u^{2},}.
Бернулијеву једначину решавамо супституцијом 
{\displaystyle z={\frac {1}{u}}} тј.
{\displaystyle y=y_{1}+{\frac {1}{z}}}
па се од Рикатијеве једначине добија линеарна једначина:
{\displaystyle z'+(q_{1}+2\,q_{2}\,y_{1})\,z=-q_{2}}